# Galswinta
Galswinta (zm. 568) – córka króla Wizygotów Atanagilda i jego żony Gojzwinty. Żona frankijskiego króla Neustrii, Chilperyka I.
Jej młodsza siostra w 566 roku Brunhilda poślubiła króla frankijskiego Sigeberta. Jego przyrodni brat Chilperyk nie chciał być gorszy od niego i zwrócił się do Atanagilda o rękę jego córki Galswinty. Z uwagi na złą sławę Chilperyka król Wizygotów zgodził się na wydanie córki za króla frankijskiego pod kilkoma warunkami. Chilperyk miał przysiąść, iż odsunie swoje wszystkie konkubiny, w tym poślubioną jako żonę Fredegundę oraz do końca życia Galswinty miał z nią wieść zgodne życie małżeńskie. Ponadto w ramach podarunku ślubnego Chilperyk ofiarował Galswincie miasta na północy Pirenejów. Po zawarciu porozumienia Galswinta została odprowadzona z Toledo do Pirenejów przez swoją matkę, gdzie ją czule i wspaniale powitał przyszły mąż. W 567 roku ich wesele odbyło się w Soissons. Chilperyk początkowo trzymał się swoich obietnic. Pozostawił jednak na swoim dworze Fredegundę, która szybko spowodowała, iż król znudził się żoną. W tej sytuacji Galswinta zwróciła się do męża o zgodę na powrót do Toledo i obiecała nie żądać zwrotu podarunków weselnych. Chilperyk odmówił obawiając się konsekwencji. Po upływie kilku miesięcy Galswintę znaleziono zaduszoną we własnym łożu. Jej śmierć była bezpośrednią iskrą do wybuchu wojny domowej wśród Franków, która trwała ponad 40 lat.      